# لباس مشکی آدری هپبورن
آدری هپبورن در فیلم کمدی رمانتیک «صبحانه در تیفانی» در سال ۱۹۶۱ یک «لباس سیاه کوتاه» به تن داشت. این لباس توسط طراح لباس او اوبر دو ژیوانشی طراحی شده‌است و در صحنه افتتاحیه فیلم پوشیده می‌شود. از این لباس به عنوان یکی از نمادین‌ترین لباس‌های تاریخ قرن بیستم و شاید معروف‌ترین لباس مشکی کوتاه در تمام دوران یاد می‌شود.

## تاریخ

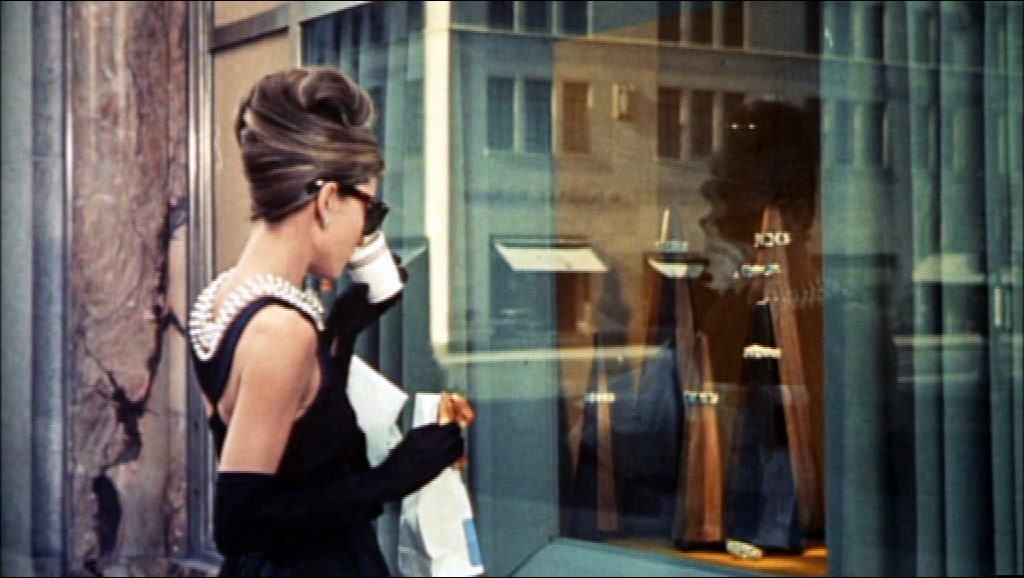
صحنه آغازین صبحانه در تیفانی (۱۹۶۱)، هپبورن لباسی را می‌پوشد که با گردنبند راجر اسکماما تزئین شده‌است.

آدری هپبورن از دوستان نزدیک طراح فرانسوی ژیوانشی بود و از طراح به عنوان بهترین دوستش یاد می‌کرد در حالی که او نیز هپبورن را خواهر خود می‌دانست.
در سال ۱۹۶۱، ژیوانشی یک لباس سیاه کوتاه برای صحنه ابتدایی فیلم کمدی رمانتیک فیلمنامه‌نویس و کارگردان آمریکایی بلیک ادواردز، صبحانه در تیفانی طراحی کرد، که در آن هپبورن در کنار بازیگر و کارگردان آمریکایی جورج پپارد بازی کرد. گردنبند او توسط راجر اسکماما، جواهرساز فرانسوی و سازنده جواهراتی که برای ژیوانشی جواهرات طراحی کرده بود، ساخته شد.
هپبورن دو نمونه از لباس را به شرکت فیلم‌سازی پارامونت برگرداند، اما لباس‌هایی که به‌طور قابل توجهی پای هپبورن را نشان می‌دادند، برای فیلم مناسب نبودند و نیمه پایین لباس توسط ادیت هد دوباره طراحی شد. لباس اصلی دوخته شده با دست در حال حاضر در آرشیو خصوصی ژیوانشی است و نسخه‌ای که هپبورن به پارامونت برد در موزه دل تراژه در مادرید به نمایش گذاشته شده‌است و دیگری در کریستی در دسامبر ۲۰۰۶ به حراج گذاشته شد
هیچ‌یک از لباس‌های واقعی ایجاد شده توسط ژیوانشی در فیلم یا عکاسی تبلیغاتی استفاده نشد. پوستر فیلم توسط هنرمندی به نام رابرت مک گینس طراحی شده‌است و در کتاب سام واسون، خیابان پنجم، ساعت ۵ صبح، توضیح می‌دهد که عکس‌هایی که او بر اساس آن پوستر طراحی کرده‌است پاهای هپبورن را نشان نمی‌دهد و او برای ساختن پوستر پا را اضافه کرده‌است.
در نوامبر ۲۰۰۶، ناتالی پورتمن با پوشیدن یکی از لباس‌های اصلی ژیوانشی که برای صبحانه در تیفانی ساخته شده بود، روی جلد هارپرز بازار ظاهر شد. در ۵ دسامبر ۲۰۰۶، این لباس در حراجی کریستی لندن به حراج گذاشته شد و توسط یک خریدار ناشناس از طریق تلفن خریداری شد. قیمت فروش توسط خانه حراج بین ۵۰۰۰۰ تا ۷۰۰۰۰ پوند تخمین زده شد، اما قیمت نهایی ۴۶۷۲۰۰ پوند (۹۲۳۱۸۷ دلار) بود.
پول جمع‌آوری شده در حراج صرف کمک به ساخت مدرسه ای برای مردم فقیر کلکته شد. ژیوانشی، طراح لباس، لباس را به دومینیک لاپیر، نویسنده کتاب شهر شادی، و همسرش برای کمک به جمع‌آوری کمک‌های مالی برای خیریه اهدا کرده بود. سارا هاجسون، متخصص سینما در کریستیز گفت: «این یکی از معروف‌ترین لباس‌های سیاه در جهان است. یک قطعه نمادین از تاریخ سینما و ما خوشحالیم که ارزش تاریخی خود را به دست آورده‌است.»

## طرحی
این مدل لباس ساتن ایتالیایی مشکی ژیوانشی است. کریستیز آن را اینگونه توصیف می‌کند: «لباسی بدون آستین و بلند با بالاتنه‌ای متناسب که در پشت با دکلته برش‌دار متمایز تزئین شده‌است، دامن آن کمی در قسمت کمر جمع شده و از یک طرف تا ران شکاف دارد، داخل آن روی کمربند Givenchy درج شده و با یک جفت دستکش مشکی تا آرنج همراه است.
» نیم تنه در پشت کمی باز است و یقه ای دارد که شانه‌ها را بدون پوشش نشان می‌دهد. در این فیلم، آدری هپبورن یک جفت دستکش همرنگ تا آرنج و رشته‌های مروارید به تن دارد..
لباس مشکی هپبورن یا LBD به چنان شهرت و جایگاه نمادینی دست یافت که به بخشی جدایی ناپذیر از کمد لباس زنان تبدیل شد.

## بازخوردها
از این لباس به عنوان یکی از نمادین‌ترین لباس‌های قرن بیستم و تاریخ سینما یاد می‌شود. از این لباس به عنوان «مشهورترین لباس سیاه کوتاه تمام دوران» توصیف شده‌است و با محبوب کردن مستقیم آن تأثیر زیادی بر خود مد دارد.

در یک نظرسنجی که در سال ۲۰۱۰ توسط LOVEFiLM انجام شد، لباس سیاه هپبورن به عنوان بهترین لباسی که یک زن در یک فیلم پوشیده‌است انتخاب شد. در این رابطه، هلن کاولی، ناشر LOVEFiLM، اعلام کرد: «آدری هپبورن واقعاً آن لباس مشکی را به یکی از لوازم اصلی مد تبدیل کرده‌است.» همچنین در این نظرسنجی لباس و کلاه سفید هپبورن که در فیلم بانوی زیبای من بر سر داشت در رتبه ششم قرار گرفت.

لباس سیاه هپبورن (LBD) بارها در آثار دیگر در سراسر جهان مانند ناتالی پورتمن در عکس جلد هارپرز بازار در سال ۲۰۰۶ و لی جی یون در هتل دل لونا کپی و تقلید شده‌است.

## برای مطالعهٔ بیشتر
- Tony Nourmand and Audrey Hepburn, The Paramount Years London, Westbourne Press Ltd, 2006, pp. 94–127.
- Sean Hepburn Ferrer, Audrey Hepburn: An Elegant Spirit – A Son Remembers, Sidgwick and Jackson, 2003, pp. 155–160.